# A Arnoia
A Arnoia település Spanyolországban, Ourense tartományban. A Arnoia Ribadavia, Castrelo de Miño, Cartelle, Gomesende és Cortegada községekkel határos. Lakosainak száma 970 fő (2024).

## Népesség
A település népességének változása:
| Lakosok száma | 1241 | 1247 | 1171 | 1103 | 1051 | 1040 | 1013 | 1000 | 1015 | 970  |
|               | 2001 | 2004 | 2007 | 2009 | 2012 | 2014 | 2017 | 2019 | 2022 | 2024 |